# Gokhmoud
Gokhmoug est un village de la région de Şəki en Azerbaïdjan.

## Géographie
Le village de Gokhmoug de la région de Şəki est situé dans la circonscription administrative du village de Gokhmoug.

## Économie
La principale occupation de la population du village est l'élevage et l'agriculture.

## Population
Selon les statistiques de 2009, la population du village est de 4853 personnes.

## Culture
Il y a une école, une bibliothèque et une mosquée dans le village.